# Tjeckiens deputeradekammare
| Deputeradekammarens emblem |  | Deputeradekammarens plenisal |
| Deputeradekammarens emblem |  | Deputeradekammarens plenisal |

Tjeckiens deputeradekammare (tjeckiska: Poslanecká sněmovna Parlamentu České republiky, förkortat PS PČR) är underhuset i Tjeckiens parlament.
Deputeradekammaren har 200 ledamöter som väljs i ett proportionellt valsystem för fyraårsperioder. Presidenten kan dock upplösa deputeradekammaren i förtid. Deputeradekammaren är mer inflytelserikt än överhuset, senaten, då Tjeckiens regering endast är ansvarig inför deputeradekammaren som också kan genomdriva lagförslag med absolut majoritet trots senatens veto. De båda kamrarna utser gemensamt presidenten samt domare i Tjeckiens konstitutionsdomstol.
Alla ledamöter av deputeradekammaren måste vara tjeckiska medborgare och minst 21 år gamla. Dess säte är ett palats i distriktet Malá Strana i Prag.